# Oskar Øksnes
Oskar Ingemann Øksnes (11. april 1921 i Kvam i Nord-Trøndelag – 27. marts 1999) var en norsk politiker (Ap).
Øksnes var uddannet civilagronom fra Norges landbrukshøgskole og arbejdede som driftsagronom i Nord-Trøndelag fra 1948 til 1955. Han havde også en specialstilling i Landbrugsministeriet i 1952-1953. Senere blev han fylkesagronom i Nord-Trøndelag frem til 1963, før han flyttede til Molde og blev fylkeslandbrugschef i Møre og Romsdal. Han var statssekretær i Landbrugsministeriet i perioden 1964-1965. Han blev fylkeslandbrugschef i Nord-Trøndelag i 1975 – en stilling han havde frem til 1986. I løbet af denne periode var han landbrugsminister i Regeringen Odvar Nordli (1976-1981) og Regeringen Gro Harlem Brundtland I (1981).
Øksnes blev i 1987 udnævnt til ridder af 1. klasse af St. Olavs Orden.